# Chrudoš
Chrudoš je mužské křestní jméno českého původu. 

## Původ a význam
Jméno je poprvé doloženo v básni „Libušin soud“, součásti Rukopisu zelenohorského, který zřejmě vznikl až na začátku 19. století jako falzum vydávající se za jednu z nejstarších českých literárních památek. Báseň vypráví o sporu dvou mužů, Chrudoše a Šťáhlava, který má rozsoudit kněžna Libuše. Chrudoš však nechtěl naslouchat ženě. Proto si pak Libuše vzala za muže Přemysla Oráče.
Jméno bylo nejspíš uměle utvořeno (pravděpodobným autorem rukopisu Václavem Hankou) od názvu města Chrudim, potažmo ze staročeského slovesa chruditi („oslabovat“). Svátek slaví podle kalendářních jmenin významově podobného jména Slavomír.

## Domácké podoby
Chruda, Chrudík, Chrudošek, Chruďo, Rudoš, Rudy, Doša apod.

## Výskyt
Vždy se jednalo o jméno velmi vzácné a ojedinělé, a tenduje k úplnému vymizení. V roce 2016 žilo v Česku pouze 22 nositelů tohoto jména, z toho pouze dva mladší 50 let.

## Známí nositelé jména
- bájná postava českého dávnověku, viz výše
  - postava v opeře Libuše skladatele Bedřicha Smetany

- Chrudoš Fiala – český cestovatel a lezec
- Chrudoš Uher (1901–75) – český scénograf
- Chrudoš Valoušek (* 1960) – český ilustrátor, grafik a sochař